# Institute of Physical Education Chonburi Campus Stadium
Das Institute of Physical Education Chonburi Campus Stadium (Thai สนามสถาบันการพลศึกษา วิทยาเขตชลบุรี), auch kurz IPE-Stadium genannt, ist ein Mehrzweckstadion in Chonburi in der Provinz Chonburi, Thailand. Es wurde hauptsächlich für Fußballspiele genutzt. Der Nebenplatz des Stadions das Heimstadion vom Viertligisten Phanthong FC. Das Stadion benutzten auch thailändische Erstligisten als Ausweichstadion. So spielten hier Navy FC, Buriram United, Pattaya United und der Chonburi FC. Das 2010 eröffnete Stadion hat ein Fassungsvermögen von 11.000 Zuschauern. Eigentümer und Betreiber des Stadions ist das Institute of Physical Education.

## Nutzer des Stadions
| Verein         | Zeitraum der Nutzung |
| -------------- | -------------------- |
| Navy FC        | 2011                 |
| Chonburi FC    | 2010                 |
| PTT Rayong FC  | 2009                 |
| PEA FC         | 2007                 |
| Pattaya United | 2011                 |
| Banbueng FC    | 2020 bis heute       |